# Ogień i krew
Ogień i krew (ang. Fire and Blood) – książka George’a R.R. Martina, której akcja toczy się w świecie Pieśni lodu i ognia, rozpoczynając się około trzystu lat przed akcją cyklu powieści. Książka napisana została w formie królewskiej kroniki, która opisuje władania rodu Targaryen. Światowa premiera książki miała miejsce 20 listopada 2018. Tłumaczeniem książki na język polski zajął się Michał Jakuszewski. W Polsce została wydana nakładem wydawnictwa Zysk i S-ka. Ilustrował ją Doug Wheatley. Ukazała się w dwóch tomach, z których pierwszy pojawił się w księgarniach 20 listopada 2018, a drugi ukazał się 28 stycznia 2019.

## Powstanie
Początkowo całość kroniki rodu Targaryenów miała być jedną książką, lecz materiał stał się zbyt obszerny i Martin postanowił stworzyć dwie, pierwszą zatytułowaną Fire and Blood i drugą, niezatytułowaną, która pozostaje w planach autora. Nim książka dostała swój oficjalny tytuł była żartobliwie nazywana GRRMarillion, co miało sugerować jej podobieństwo do książki Silmarillion J.R.R. Tolkiena.

## Fabuła
Wydarzenia w książce są opisywane w formie kroniki historycznej prowadzonej przez maesterów. Korzystając z tej formy narracji autor wielokrotnie przekazuje różne wersje tych samych wydarzeń. Powołując się na rozmaite osoby, które były ich świadkami, często ich zdawane relacje znacząco różnią się od siebie.
Książka opisuje historię rodu Targaryenów od czasów podboju Westeros przez Aegona I Zdobywcę. Po nim na Żelaznym tronie zasiadali jego synowie Aenys I oraz Maegor I Okrutny, którzy musieli mierzyć się z licznymi buntami i powstaniami. Książka opisuje krwawe zmagania o władzę wśród panującej dynastii. Pierwszy tom kończy się opisem długiego panowania Jaehaerysa I Pojednawcy oraz jego wnuka Viserysa I. Drugi tom opisuje ze szczegółami wojnę domową pomiędzy rywalizującymi gałęziami rodu Targaryenów. Konflikt ten, nazywany Tańcem Smoków toczy się pomiędzy Rhaenyrą Targaryen (córką Viserysa z pierwszego małżeństwa) a jej przyrodnim bratem Aegonem II. Ostatecznie po dwóch latach wojny na tronie zasiada nieletni Aegon III, syn Rhaenyry. Władzę w imieniu młodego króla sprawuje rada regentów wraz z królewskim namiestnikiem. Trwa to do chwili gdy młody król osiąga wiek 16 lat i wtedy przejmuje władzę. Na tym wydarzeniu kończy się drugi tom książki.

## Odbiór
Przez cztery tygodnie tom pierwszy znajdował się na liście bestsellerów New York Timesa. W sierpniu 2019 drugi tom Ognia i krwi znajdowała się na 27 miejscu w Top100 sklepu Empik.

## Ekranizacja
HBO zamówiło dziesięć odcinków serialu Ród smoka, opartego na książce Ogień i krew, mającego służyć jako prequel Gry o tron. Serial, w połowie stycznia 2020, był na etapie pisania scenariuszy, a Casey Bloys z HBO szacował, że może się pojawić w 2022 roku.